# 門眞一郎
門 眞一郎（かど しんいちろう、1948年 - ）は、日本の児童精神科医。

## 経歴
1948年（昭和23年）、現在の広島県広島市南区向洋本町生まれ。母親は被爆者であり、自身は被爆二世にあたる。1961年に広島市立青崎小学校を卒業。1967年、広島学院高等学校を卒業。1973年9月に京都大学医学部を卒業後、大学病院での研修を経て、兵庫県の公立豊岡病院精神科に勤務。ここで石坂好樹とともに児童精神科外来を立ち上げた。
1980年から1年間、ロンドン大学精神医学研究所（Institute of Psychiatry）にてマイケル・ラター（Michael Rutter）のもとで児童精神医学を学ぶ。帰国後、1981年より2017年まで京都市児童福祉センターに勤務。2009年には第50回日本児童青年精神医学会京都総会の会長を務めた。
2015年、自閉症支援の一環としてクラフトビール醸造プロジェクト「西陣麦酒計画」（Nishijin Ale Project）を立ち上げた。
2018年、PECS名誉コンサルタントとして受賞を受けた。
専門的指導を受けた高木隆郎に加え、思想的影響を受けた人物として田川建三（聖書学者）、宇沢弘文（経済学者）、小澤勲（精神科医）を挙げている。

## 著書
共著
- 『不登校を解く : 三人の精神科医からの提案』（高岡健, 滝川一廣との共著）

翻訳
- 『絵カード交換式コミュニケーション・システム(PECS)トレーニング・マニュアル』
- 『教育へのピラミッド・アプローチ  役に立つABA入門』
- 『自閉症の人の機能的行動アセスメント（FBA）』
- 『自閉症の人の問題提起行動の解決』
- 『自閉症児と絵カードでコミュニケーションーPECSとAAC－第2版』
- 『コミック会話―自閉症など発達障害のある子どものためのコミュニケーション支援法』
- 『自閉症スペクトラムと問題行動 - 視覚的支援による解決』
- 『自閉症スペクトラムとコミュニケーション―理解コミュニケーションの視覚的支援』
- 『写真で教えるソーシャル・スキル・アルバム―自閉症のある子どもに教えるコミュニケーション、遊び、感情表現』
- 『写真で教えるソーシャル・スキル・アルバム　青年期編―自閉症のある人に教えるコミュニケーション、交友関係、学校・職場での対応』
- 『パワーカード―アスペルガー症候群や自閉症の子どもの意欲を高める視覚的支援法』
- 『レベル5は違法行為！―自閉症スペクトラムの青少年が対人境界と暗黙のルールを理解するための視覚的支援法』
- 『家庭と地域でできる自閉症とアスペルガー症候群の子どもへの視覚的支援』
- 『自閉症の治療』
- 『落ちつきのない子ども : 多動児をもつ親のためのガイド』
- 『虐待される子どもたち』
- 『虹の架け橋 : 自閉症・アスペルガー症候群の心の世界を理解するために』
- 『ねえ、ぼくのアスペルガー症候群の話、聞いてくれる? : 友だちや家族のためのガイドブック』
- 『子どもと親 : あなたならどうしますか?こんな行動』
- 『子どもと家族への精神医学的アプローチ』
- 『多軸分類の手引 : 児童青年期の精神医学的障害』
- 『子どもの精神医学』

## メディア出演
- 不登校新聞「大人もわかっていない｢いじめとは違いの否定｣だ　学校で､職場で｢唯一絶対主義｣に陥る人たち」（2021年7月19日）[4]